# گرترود کلیر
گرترود کِلِیر (انگلیسی: Gertrude Claire؛ ‏ ۱۶ ژوئیهٔ ۱۸۵۲ – ۲۸ آوریل ۱۹۲۸) بازیگر اهل ایالات متحده آمریکا بود.
از فیلم‌ها یا برنامه‌های تلویزیونی که وی در آن نقش داشته‌است، می‌توان به الیور توئیست و دو برادر اشاره کرد.